# Zinaida Amosova
Zinaida Stepanovna Amosova (ryska: Зинаида Стелановна Амосова), född den 12 januari 1950, är en rysk före detta längdskidåkare som tävlade för Sovjetunionen under 1970-talet. 
Amosova deltog vid två mästerskap. Hennes första mästerskap var Olympiska vinterspelen 1976 i Innsbruck. Hon slutade sexa både på 5 km och på 10 km. Hon ingick även i det sovjetiska stafettlaget på 4 x 5 km som vann guldet. Förtuom Amosova ingick Nina Fyodorova, Raisa Smetanina och Galina Kulakova i det segrande laget. 
Hennes nästa mästerskap var VM 1978 i Lahtis där hon blev dubbelguldmedaljör både på 10 km och på 20 km. Dessutom slutade hon på sjätte plats på 5 km. Hon ingick även i det sovjetiska stafettlaget som bara blev bronsmedaljörer vid detta mästerskap. Slagna av Finland och Östtyskland. 